# هارفي بولوك
هارفي بولوك (بالإنجليزية: Harvey Bullock)‏ هو كاتب سيناريو أمريكي، ولد في 4 يونيو 1921، وتوفي في 24 أبريل 2006.

## وصلات خارجية
- هارفي بولوك على موقع IMDb (الإنجليزية)
- هارفي بولوك على موقع ألو سيني (الفرنسية)
- هارفي بولوك على موقع أول موفي (الإنجليزية)
- هارفي بولوك على موقع قاعدة بيانات الأفلام السويدية (السويدية)
- هارفي بولوك على موقع قاعدة بيانات الفيلم (الإنجليزية)